# Laetesia asiatica
Laetesia asiatica là một loài nhện trong họ Linyphiidae.
Loài này thuộc chi Laetesia. Laetesia asiatica được Alfred Frank Millidge miêu tả năm 1995.